# Emma Green Tregaro
Emma Anna-Maria Green Tregaro (Bergsjön - Göteborg, 8 december 1984) is een Zweedse hoogspringster. Zij kreeg internationale bekendheid door haar bronzen medaille bij het hoogspringen tijdens de wereldkampioenschappen van 2005 in Helsinki en haar zilveren medaille op de Europese kampioenschappen in Barcelona in 2010.

## Biografie

### Eerste internationale prestatie
Emma Green is geboren in Bergsjön, een buitenwijk van Göteborg, waar zij opgroeide met moeder Maria, vader Lennart en jongere broer Erik. Ze is ook een nicht van de rockmusikant Nicke Green. Ze beëindigde het secundair onderwijs in 2003. Datzelfde jaar behaalde ze een derde plek op de Europese kampioenschappen voor junioren in Tampere (Finland), haar eerste internationale prestatie van formaat.

### Meest succesvolle jaar
Het meest succesvolle jaar tot nu toe was voor Green echter 2005. Eerst nam zij in maart deel aan het Europees indoorkampioenschap te Madrid, waar ze achtste werd. Vervolgens veroverde zij de bronzen medaille bij de wereldkampioenschappen in Helsinki, Finland, waar ze een resultaat behaalde van 1,96 m, op dat moment een nieuw persoonlijk record. Samen met een andere Zweedse, Kajsa Bergqvist (eerste) en de Amerikaanse Shaunte Howard (tweede) kwam ze daar op het podium terecht. Een week later werd zij ten slotte in Helsingborg bij de Zweedse nationale kampioenschappen hoogspringkampioene met een sprong van 1,97, opnieuw een verbetering van haar PR.

### Veelzijdig atlete
In 2006 werd Green op de EK in Göteborg elfde met een sprong van 1,92. Overigens schittert Emma Green niet alleen bij het hoogspringen, ze is ook Zweeds kampioene op de 100 en de 200 m. Bovendien behoort zij tot de nationale top op hink-stap-springen en verspringen. Daarnaast maakt ze deel uit van het Zweeds nationale 4 x 100 m estafetteteam, samen met de zusjes Jenny en Susanna Kallur (beiden 100 m horden), zevenkampster Carolina Klüft en sprintster Emma Reinas. 

### Over 2 meter
In augustus 2010 won Green de zilveren medaille op de EK in Barcelona met een sprong over 2,01, een nieuw persoonlijk record. Ze trad zo toe tot het selecte groepje vrouwen dat de kaap van de 2 meter oversteeg. 

### EK medailles
In 2012 veroverde Green wederom een medaille op de EK. Ditmaal was een sprong over 1,92 m genoeg voor een gedeelde derde plek. Net als Green sprongen Irina Gordeeva en Olena Holosha foutloos tot en met de 1,92, maar kwamen niet over 1,95 heen. Later dat jaar op de Olympische Spelen in Londen plaatste ze zich met 1,94 in de kwalificatieronde voor de finale. Daar werd ze achtste met een beste poging van 1,97.
Tijdens het indoorseizoen van 2013 nam Green deel aan de EK indoor van Göteborg. Ze kwam daar over 1,96 heen, net zoals haar landgenote Ebba Jungmark en de Spaanse Ruth Beitia, die er beiden echter een poging minder voor nodig hadden. Daardoor werd Emma Green uiteindelijk derde. 

### Gelakte nagels
Tijdens het baanseizoen mocht Green haar land vertegenwoordigen bij de wereldkampioenschappen van Moskou. Ze sprong in de finale 1,97, waarmee ze vijfde werd. Green veroorzaakte controverse, doordat tijdens de kwalificatieronde haar nagels in de regenboogkleuren waren gelakt. Dit deed ze als subtiel protest tegen de situatie van homorechten in Rusland. Omdat politieke uitlatingen niet zijn toegestaan tijdens atletiekwedstrijden werd Green gesommeerd om voor de finale van het hoogspringen haar nagels in conservatievere kleuren te lakken.
Green eindigde in de finale van de Europese kampioenschappen van 2014 in Zürich op een gedeelde negende plaats met een sprong over 1,90.
Emma Green is aangesloten bij atletiekvereniging Örgryte IS en had een relatie met haar coach/trainer Yannick Tregaro, alvorens zij met hem in 2011 ten slotte in het huwelijk trad.

## Titels
- Zweeds kampioene hoogspringen - 2005, 2007, 2008, 2009, 2010, 2011, 2013
- Zweeds kampioene verspringen - 2005
- Zweeds indoorkampioene hoogspringen - 2005, 2006, 2008

## Persoonlijke records
Outdoor
| Onderdeel          | Prestatie | Datum            | Plaats      |
| ------------------ | --------- | ---------------- | ----------- |
| 60 m               | 7,52 s    | 11 december 2005 | Göteborg    |
| 100 m              | 11,58 s   | 12 mei 2006      | Doha        |
| 200 m              | 23,02 s   | 29 juni 2006     | Málaga      |
| 400 m              | 54,95 s   | 22 augustus 2006 | Malmö       |
| hoogspringen       | 2,01 m    | 1 augustus 2010  | Barcelona   |
| verspringen        | 6,41 m    | 21 augustus 2005 | Helsingborg |
| hink-stap-springen | 13,39 m   | 23 juni 2007     | Vaasa       |

Indoor
| Onderdeel          | Prestatie | Datum            | Plaats   |
| ------------------ | --------- | ---------------- | -------- |
| 60 m               | 7,42 s    | 18 februari 2006 | Göteborg |
| hoogspringen       | 1,98 m    | 23 februari 2008 | Malmö    |
| hink-stap-springen | 13,69 m   | 26 februari 2006 | Sätra    |

## Palmares

### 200 m
- 2006: 5e Europacup - 23,02 s

### hoogspringen
Kampioenschappen
- 2002: 9e WJK - 1,80 m
- 2003:  EJK - 1,86 m
- 2005: 8e EK indoor - 1,89 m
- 2005:  WK - 1,96 m
- 2005:  EK U23 - 1,92 m
- 2006: 11e EK - 1,92 m
- 2006: 14e in kwal. WK indoor - 1,90 m
- 2007: 6e in kwal. EK indoor - 1,89 m
- 2007: 7e WK - 1,94 m
- 2007: 8e Wereldatletiekfinale - 1,85 m
- 2008: 13e in kwal. WK indoor - 1,86 m
- 2008: 9e OS - 1,96 m
- 2009: 5e EK team - 1,95 m
- 2009: 7e WK - 1,96 m
- 2010: 5e WK indoor - 1,94 m
- 2010:  EK - 2,01 m
- 2010:  Wereldatletiekfinale - 1,95 m
- 2011: 11e WK - 1,89 m
- 2012: 9e in kwal. WK indoor - 1,92 m
- 2012:  EK - 1,92 m
- 2012: 8e OS - 1,93 m
- 2013:  EK indoor - 1,96 m
- 2013: 5e WK - 1,97 m
- 2014: 9e EK - 1,90 m

Diamond League-podiumplaatsen
- 2010:  DN Galan – 1,94 m
- 2010:  Memorial Van Damme – 1,98 m
- 2011:  Adidas Grand Prix – 1,94 m
- 2011:  Athletissima – 1,90 m
- 2013:  Adidas Grand Prix – 1,91 m
- 2013:  Bislett Games – 1,95 m
- 2013:  Adidas Grand Prix – 1,91 m
- 2013:  Bislett Games – 1,95 m
- 2013:  Memorial Van Damme – 1,96 m

## Progressie
| Jaar | Hoogte (meter) |
| ---- | -------------- |
| 2014 | 1,93           |
| 2013 | 1,97           |
| 2012 | 1,93           |
| 2011 | 1,95           |
| 2010 | 2,01           |
| 2005 | 1,97           |
| 2004 | 1,90           |
| 2003 | 1,86           |
| 2002 | 1,82           |
| 2001 | 1,82           |
| 2000 | 1,73           |
| 1999 | 1,71           |